# Liste der Biografien/Gog
Liste der Biografien |
Portal Biografien |
Personensuche
# |
A |
B |
C |
D |
E |
F |
G |
H |
I |
J |
K |
L |
M |
N |
O |
P |
Q |
R |
S |
T |
U |
V |
W |
X |
Y |
Z |
?
 
Ga |
Gb |
Gc |
Gd |
Ge |
Gf |
Gh |
Gi |
Gj |
Gk |
Gl |
Gm |
Gn |
Go |
Gp |
Gq |
Gr |
Gs |
Gu |
Gv |
Gw |
Gy |
Gz
 
Goa |
Gob |
Goc |
God |
Goe |
Gof |
Gog |
Goh |
Goi |
Goj |
Gok |
Gol |
Gom |
Gon |
Goo |
Gop |
Gor |
Gos |
Got |
Gou |
Gov |
Gow |
Goy |
Goz
Die Liste der Biografien führt alle Personen auf, die in der deutschsprachigen Wikipedia einen Artikel haben. Dieses ist eine Teilliste mit 121 Einträgen von Personen, deren Namen mit den Buchstaben „Gog“ beginnt.

## Gog
- Gog, Franz (1907–1980), deutscher Jurist, Politiker (CDU), MdL
- Gog, Gregor (1891–1945), Lebensreformer und Autor

### Goga
- Góga, Attila (* 1981), rumänischer Eishockeyspieler
- Goga, Dorin (* 1984), rumänischer Fußballspieler
- Goga, Kemal (* 1982), deutsch-türkischer Radio- und Fernsehmoderator sowie Comedian
- Goga, Lefter (1921–1997), albanischer kommunistischer Politiker
- Goga, Octavian (1881–1938), rumänischer Dichter, Dramenautor und PolitikerOctavian Goga (1881–1938)

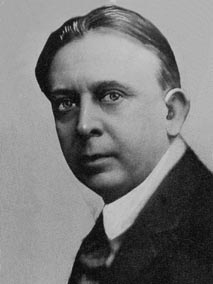
Octavian Goga (1881–1938)

- Goga-Klinkenberg, Susanne (* 1967), deutsche Übersetzerin und Schriftstellerin
- Gogajew, Alan Kasbekowitsch (* 1990), russischer Ringer
- Gogan, Larry († 2020), irischer Radio- und Fernsehmoderator
- Gogan, Richard (1899–1982), irischer Politiker
- Gogarten, Friedrich (1887–1967), lutherischer Pfarrer und Professor für Systematische Theologie
- Gogarten, Heinrich (1850–1911), deutscher Landschaftsmaler
- Gogarty, Henry Aloysius (1884–1931), irischer römisch-katholischer Ordensgeistlicher und Apostolischer Vikar von Kilimandscharo
- Gogarty, Oliver St. John (1878–1957), irischer Sportsmann, Dichter und Autor, Arzt, Pilot und Abgeordneter im Parlament
- Gogarty, Paul (* 1968), irischer Politiker

### Goge
- Gogean, Gina (* 1978), rumänische Kunstturnerin
- Gogeisl, Anton (1701–1771), deutscher Jesuit und Missionar
- Gögel, Bernd (* 1955), deutscher Politiker (AfD), MdLBernd Gögel (* 1955)

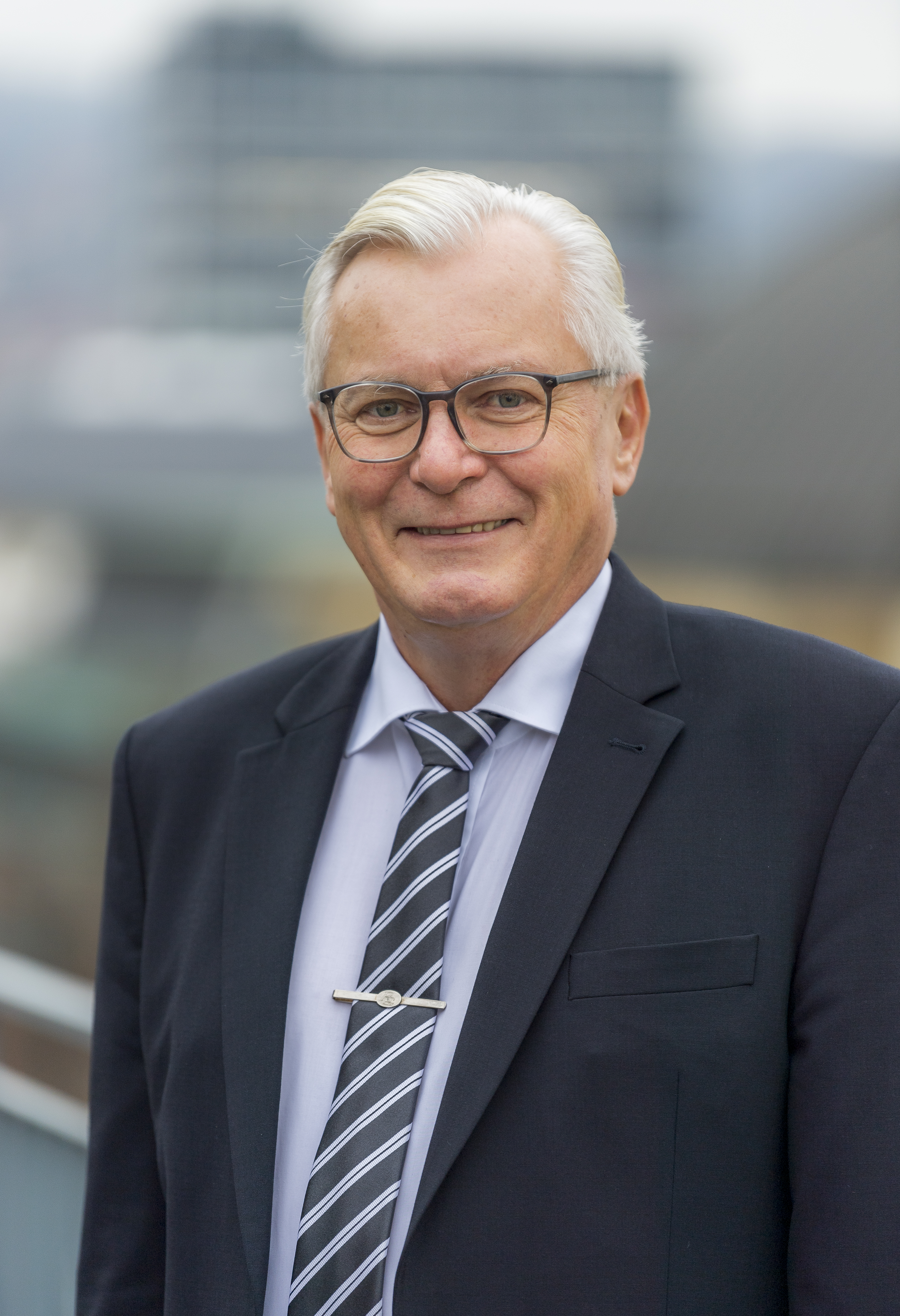
Bernd Gögel (* 1955)

- Gogel, Daniel (1927–1997), deutscher Architekt
- Gögel, Fritz (1905–1981), deutscher Bildhauer
- Gogel, Herbert (* 1954), deutscher Sportjournalist
- Gogel, Johann Noë (1788–1865), deutscher Kaufmann und Abgeordneter
- Gögele, Rainer (* 1956), österreichischer Politiker (ÖVP), Landtagsabgeordneter
- Gogelienė, Kamilė (* 1994), litauische Politikerin
- Goger, Hans (1906–1978), österreichischer Politiker (NSDAP), Landtagsabgeordneter
- Goger, Hans (* 1965), österreichischer Bergsteiger

### Gogg
- Gogg, Dieter (1938–2000), österreichischer Kabarettist, Schriftsteller, Komponist, Chansonnier, Drehbuch- und Hörfunk-Autor
- Gogg, Moritz (* 1974), österreichischer Opernsänger (Bariton)
- Gogg, Winfried (* 1970), deutscher Handballspieler und -trainer
- Gögge, Björn (* 1991), deutscher Slam-Poet, Autor und Musiker
- Gögge, René (* 1985), deutscher Politiker (Grüne), MdHB
- Göggel, Adolf (1880–1959), deutscher Politiker der CDU
- Göggel, Eugen (* 1909), deutscher Turner
- Goggi, Loretta (* 1950), italienische Sängerin und Schauspielerin
- Goggia, Sofia (* 1992), italienische Skirennläuferin
- Goggin, Dan (* 1943), US-amerikanischer Autor und Komponist
- Goggin, William L. (1807–1870), amerikanischer Politiker
- Goggins, David (* 1975), US-amerikanischer Navy SEAL und Ausdauersportler sowie Motivationsredner
- Goggins, Paul (1953–2014), britischer Politiker (Labour), Mitglied des House of Commons
- Goggins, Rodney (* 1978), irischer Snookerspieler
- Goggins, Walton (* 1971), US-amerikanischer SchauspielerWalton Goggins (* 1971)

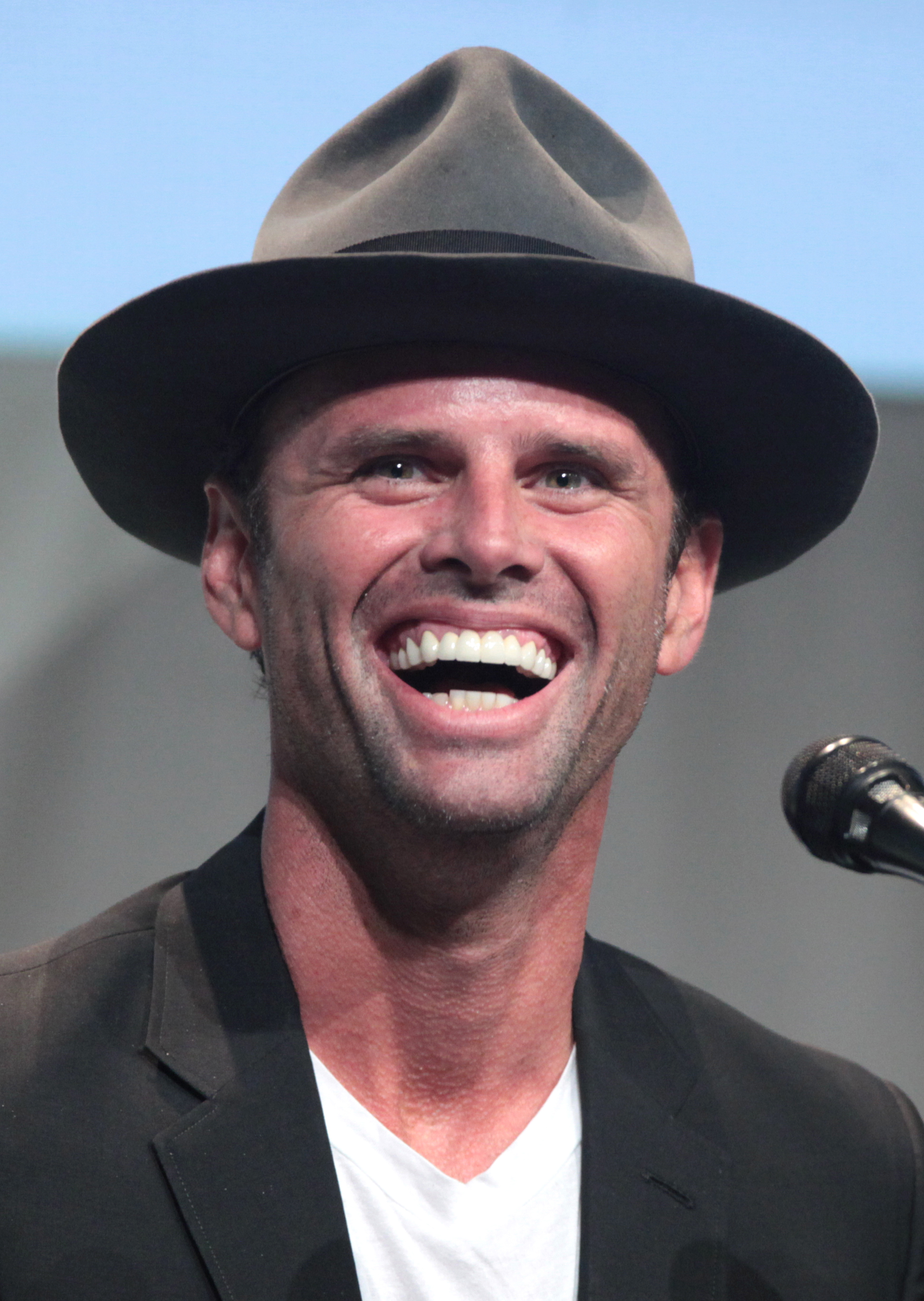
Walton Goggins (* 1971)

### Gogh
- Gögh, David (* 1981), tschechischer Fußballspieler
- Gogh, Johannes van (1817–1885), niederländischer Vizeadmiral und Offizier des Militär-Wilhelms-Ordens
- Gögh, Koloman (1948–1995), tschechoslowakischer Fußballspieler und Trainer
- Gogh, Lothar van (1888–1945), niederländischer Fußballspieler
- Gogh, Niels van, deutscher DJ
- Gogh, Theo van (1857–1891), niederländischer Kunsthändler und Bruder des Malers Vincent van Gogh
- Gogh, Theo van (1957–2004), niederländischer Filmregisseur, Publizist und Satiriker
- Gogh, Vincent van (1853–1890), niederländischer Maler und ein Begründer der ModerneVincent van Gogh (1853–1890)

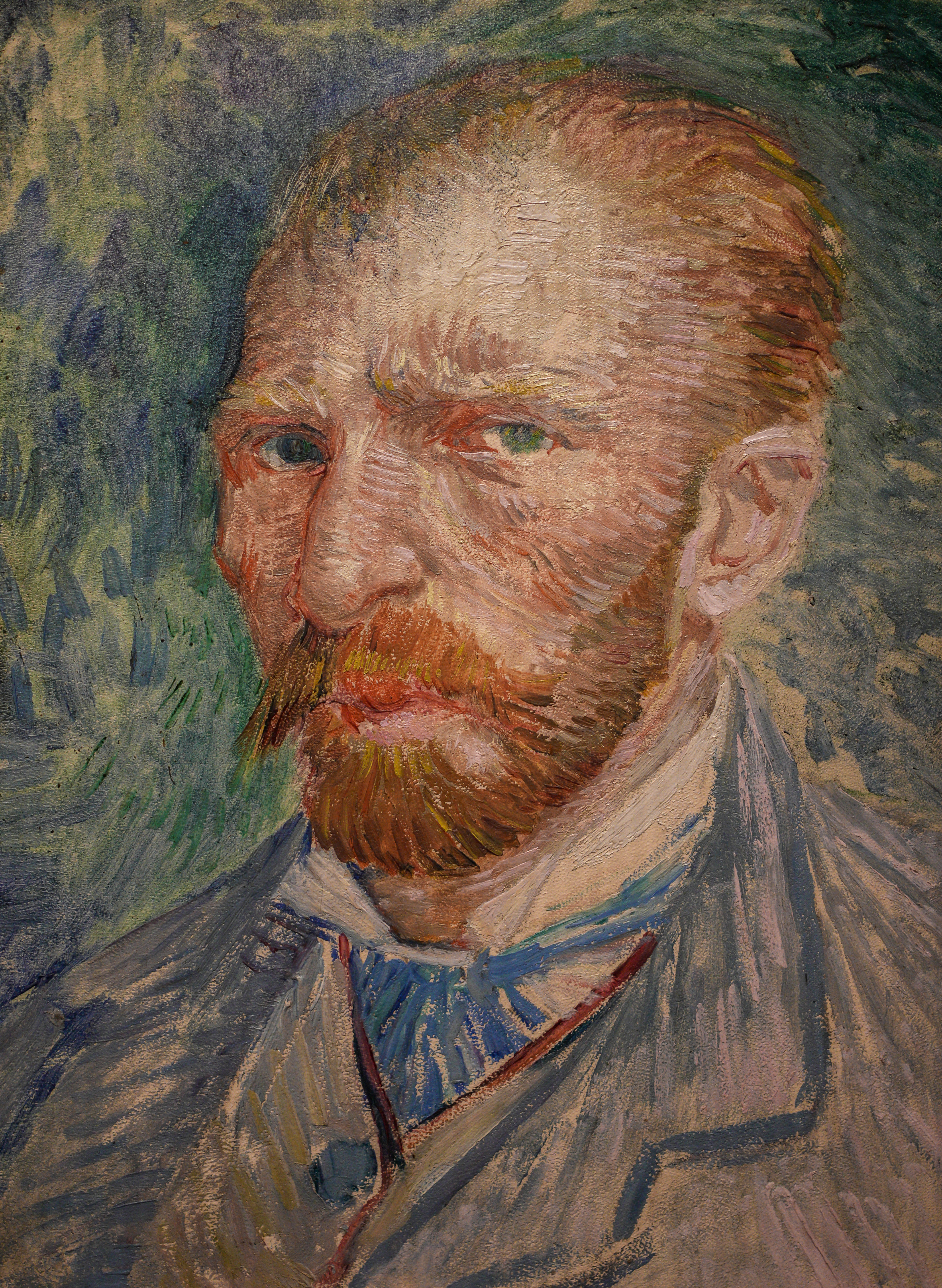
Vincent van Gogh (1853–1890)

- Gogh, Vincent Willem van (1890–1978), niederländischer Ingenieur und Mäzen
- Gogh, Wil van (1862–1941), niederländische Feministin
- Gogh-Bonger, Johanna van (1862–1925), niederländische Kunstsammlerin
- Gogh-Kaulbach, Anna van (1869–1960), niederländische Schriftstellerin und Übersetzerin

### Gogi
- Gogia, Akaki (* 1992), deutsch-georgischer Fußballspieler
- Gogia, Davit (* 1990), georgischer Gewichtheber
- Gogić, Alex (* 1994), zyprischer Fußballspieler
- Gogić, Jovana (* 1993), serbische Volleyballspielerin
- Gogîrlă, Alicia (* 2003), rumänische Handballspielerin
- Gogîrlă, Simona (* 1975), rumänische Handballspielerin und -trainerin
- Gogitsch, Georg (* 1977), österreichischer Schauspieler, Mimograf und Pantomime

### Gogl
- Gogl, Matthäus (1715–1777), österreichischer römisch-katholischer Ordenspriester, Propst von St. Florian
- Gogl, Michael (* 1993), österreichischer RadsportlerMichael Gogl (* 1993)

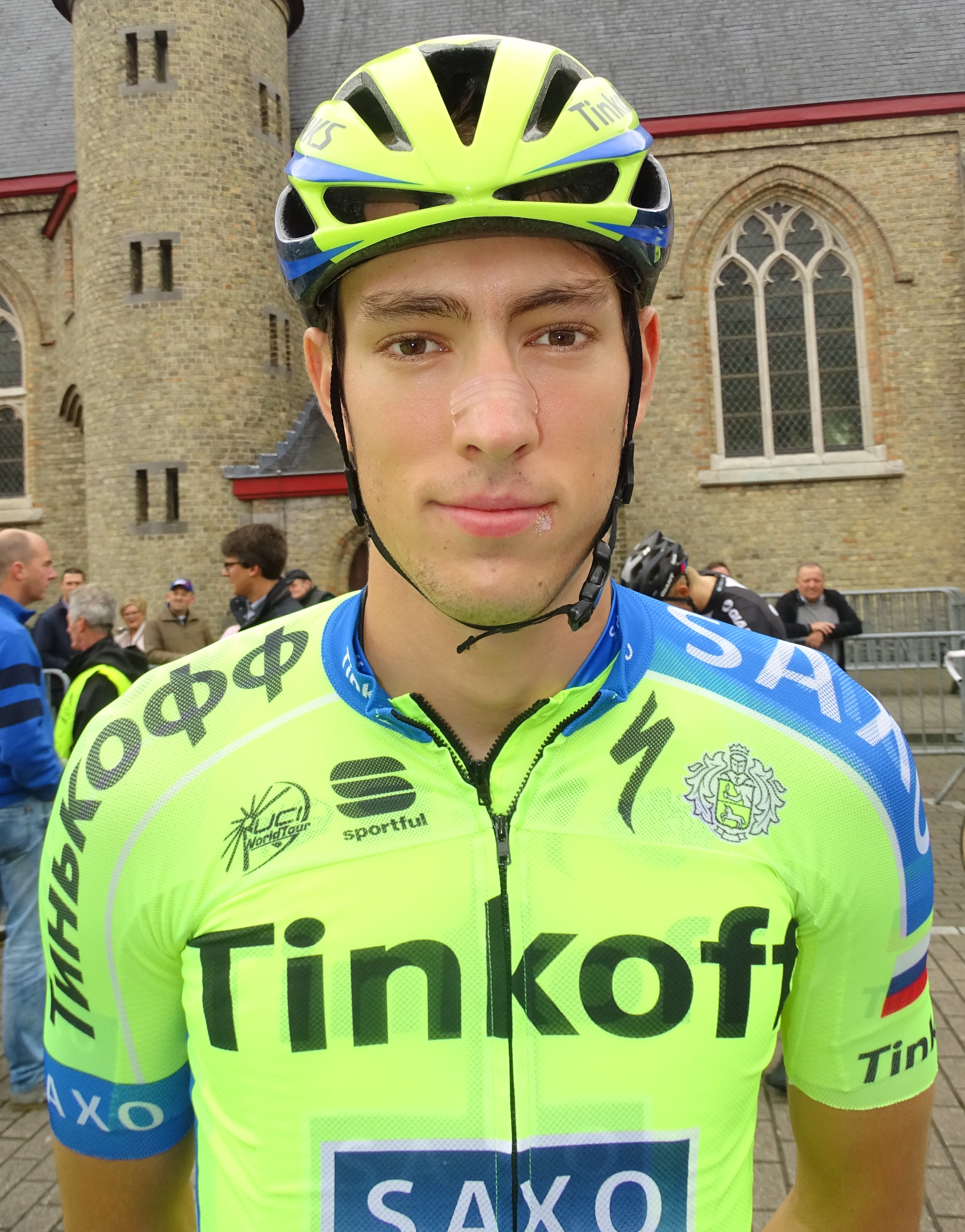
Michael Gogl (* 1993)

- Gogl-Walli, Susanne (* 1996), österreichische Sprinterin
- Gögler, August (1890–1968), deutscher Verwaltungsjurist
- Gögler, Hermann (1887–1964), deutscher Verwaltungsjurist
- Gögler, Max (1932–2011), deutscher Politiker (CDU)
- Goglia, Emily (* 1988), US-amerikanische Schauspielerin und Sängerin
- Goglia, Ferdinand von (1855–1941), österreichisch-ungarischer Feldzeugmeister im Ersten Weltkrieg
- Goglia, Juliette (* 1995), US-amerikanische Schauspielerin und Sängerin
- Goglidse-Mdiwani, Marina Wiktorowna (* 1938), sowjetisch-kanadische Pianistin und Musikpädagogin
- Goglitschidse, Leo Surabowitsch (* 1997), russischer Fußballspieler

### Gogn
- Gogna, Alessandro (* 1946), italienischer Alpinist und Buchautor
- Gogniat, Audrey (* 2002), Schweizer Sportschützin
- Gognijew, Spartak Arturowitsch (* 1981), russischer Fußballspieler

### Gogo
- Gogo († 581), Hausmeier Austrasiens
- Gogoberidse, Awtandil (1922–1980), georgisch-sowjetischer Fußballspieler und -trainer
- Gogoberidse, Lana (* 1928), georgische Regisseurin, Politikerin und Botschafterin
- Gogoberidse, Nuza (1902–1966), georgische Regisseurin, Drehbuchautorin und Autorin
- Gogoi, Tarun (1934–2020), indischer Politiker
- Gogois, Thomas (* 2000), französischer Leichtathlet
- Gogol, Jona († 1603), orthodoxer und unierter Bischof von Pińsk und Turów (1595 bis 1603)
- Gogol, Nikolai Wassiljewitsch (1809–1852), russischer SchriftstellerNikolai Wassiljewitsch Gogol (1809–1852)

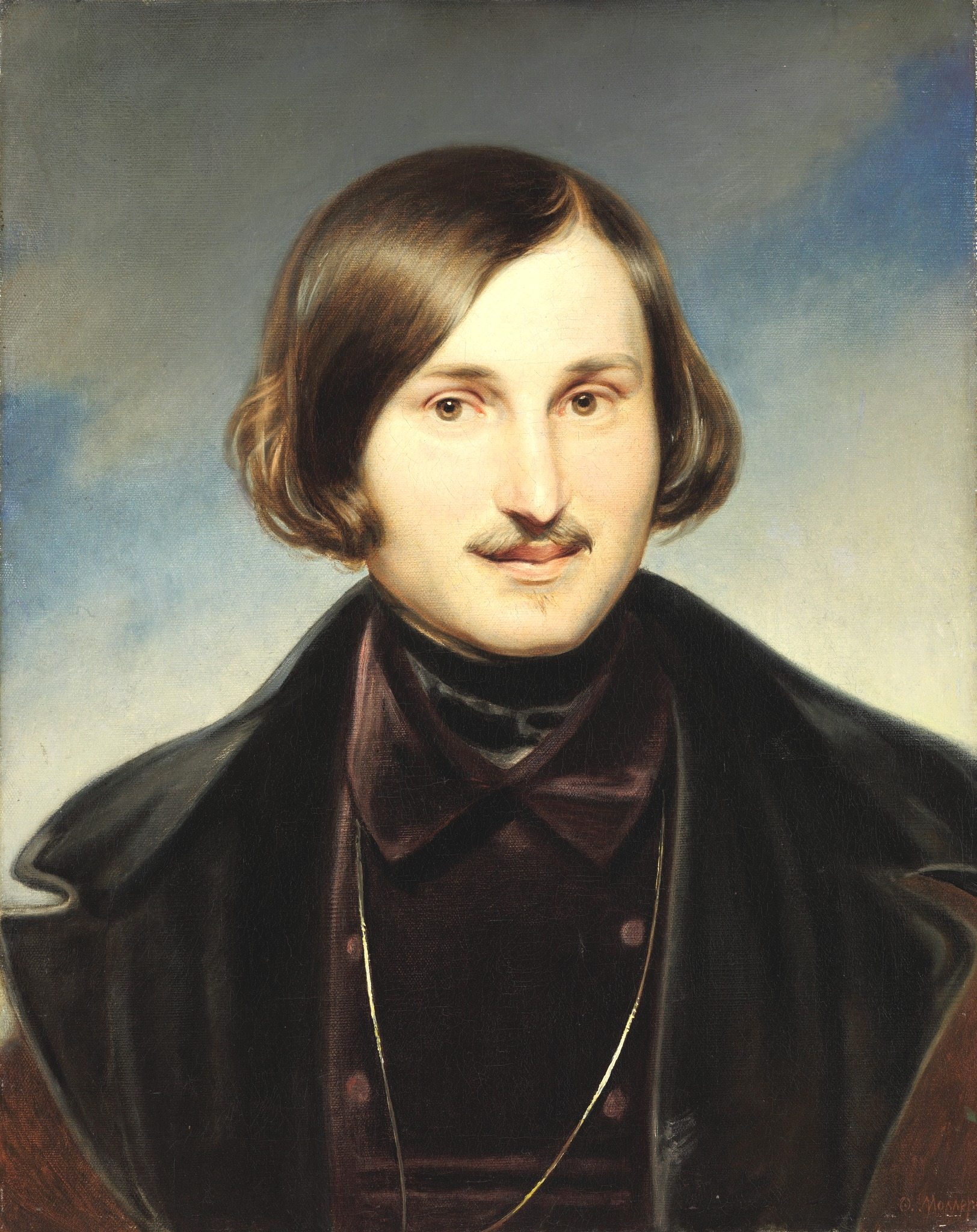
Nikolai Wassiljewitsch Gogol (1809–1852)

- Gogol, Schmuel (1924–1993), polnisch-israelischer Holocaust-Überlebender, Mundharmonikaspieler und Musikpädagoge
- Gogoladse, Giorgi (* 1990), georgischer Biathlet
- Gogoladse, Wladimir (* 1966), georgischer Kunstturner
- Gogolák, Ľubomír (* 1990), slowakischer Fußballspieler
- Gogolak, Pete (* 1942), ungarisch-amerikanischer American-Football-Spieler
- Gogolew, Andrei Nikolajewitsch (* 1974), russischer Boxer
- Gogolewski, Ignacy (1931–2022), polnischer Theater- und Filmschauspieler
- Gogolin, Christine (* 1971), deutsche Opernsängerin, Textdichterin, Dichterin, Kabarettistin, Moderatorin und Bühnenkünstlerin
- Gogolin, Ingrid (* 1950), deutsche Erziehungswissenschaftlerin und Hochschullehrerin
- Gogolin, Peter H. (* 1950), deutscher Schriftsteller
- Gogolin, Wolfgang Arno (* 1957), deutscher Schriftsteller
- Gogolkiewicz, Alex Theodor (* 1983), deutscher Arzt und Hochschullehrer
- Gogorza Izaguirre, Ignacio (* 1936), spanischer Geistlicher und emeritierter Bischof von Encarnación
- Gogorza, Mikel (* 2006), dänischer Fußballspieler
- Gogotsi, Yury (* 1961), ukrainischer Chemiker
- Gogoua, Cédric (* 1994), ivorischer Fußballspieler
- Gogow, Georgi (* 1948), deutscher RockmusikerGeorgi Gogow (* 1948)

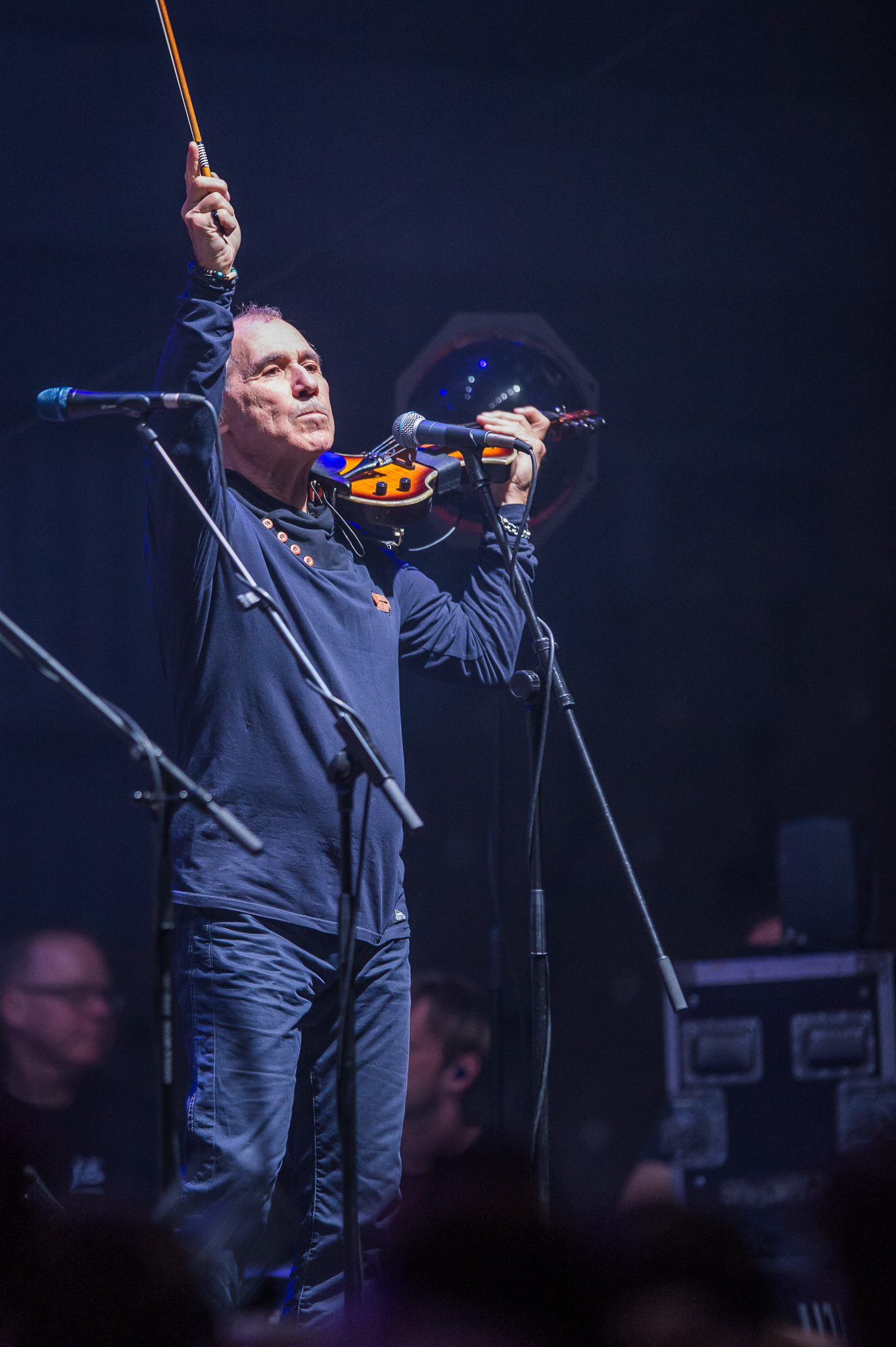
Georgi Gogow (* 1948)

- Gogowa, Sneschina (* 1937), bulgarische Sinologin

### Gogr
- Gogräfe, Rüdiger (* 1956), deutscher Klassischer Archäologe
- Gogräve, Simon (1593–1648), erzbischöflich bremischer Rat und verdischer Vizekanzler
- Gogreve, Georg, katholischer Kleriker im Bistum Minden, klevischer und Braunschweigisch-Wolfenbütteler Diplomat
- Gogreve, Jobst, Rechtslehrer in Helmstedt und Bürgermeister von Paderborn
- Gogreve, Mento, deutscher lutherischer Theologe und Pädagoge

### Gogs
- Gogschelidse, Giorgi (* 1979), russischer bzw. georgischer Ringer

### Gogt
- Gogte, Sarojini (* 1942), indische Badmintonspielerin
- Göğtepe, Hakan (* 1985), türkischer Beachvolleyballspieler
- Göğtepe, Volkan (* 1987), türkischer Beachvolleyballspieler

### Gogu
- Gogua, Gogita (* 1983), georgischer Fußballspieler
- Goguel, Édouard (1811–1889), elsässischer Autor, Gymnasialdirektor und Politiker
- Goguel, François (1909–1999), französischer Jurist, Politikwissenschaftler und Politiker
- Goguel, Hans (1904–1987), deutscher Schauspieler, Hörspielsprecher und -regisseur
- Goguel, Maurice (1880–1955), französischer evangelischer Theologe und Hochschullehrer
- Goguel, Rudi (1908–1976), deutscher Widerstandskämpfer
- Gogukcheon († 197), König von Goguryeo
- Gogulla, Patrik (* 1988), deutscher Eishockeyschiedsrichter
- Gogulla, Philip (* 1987), deutscher EishockeyspielerPhilip Gogulla (* 1987)

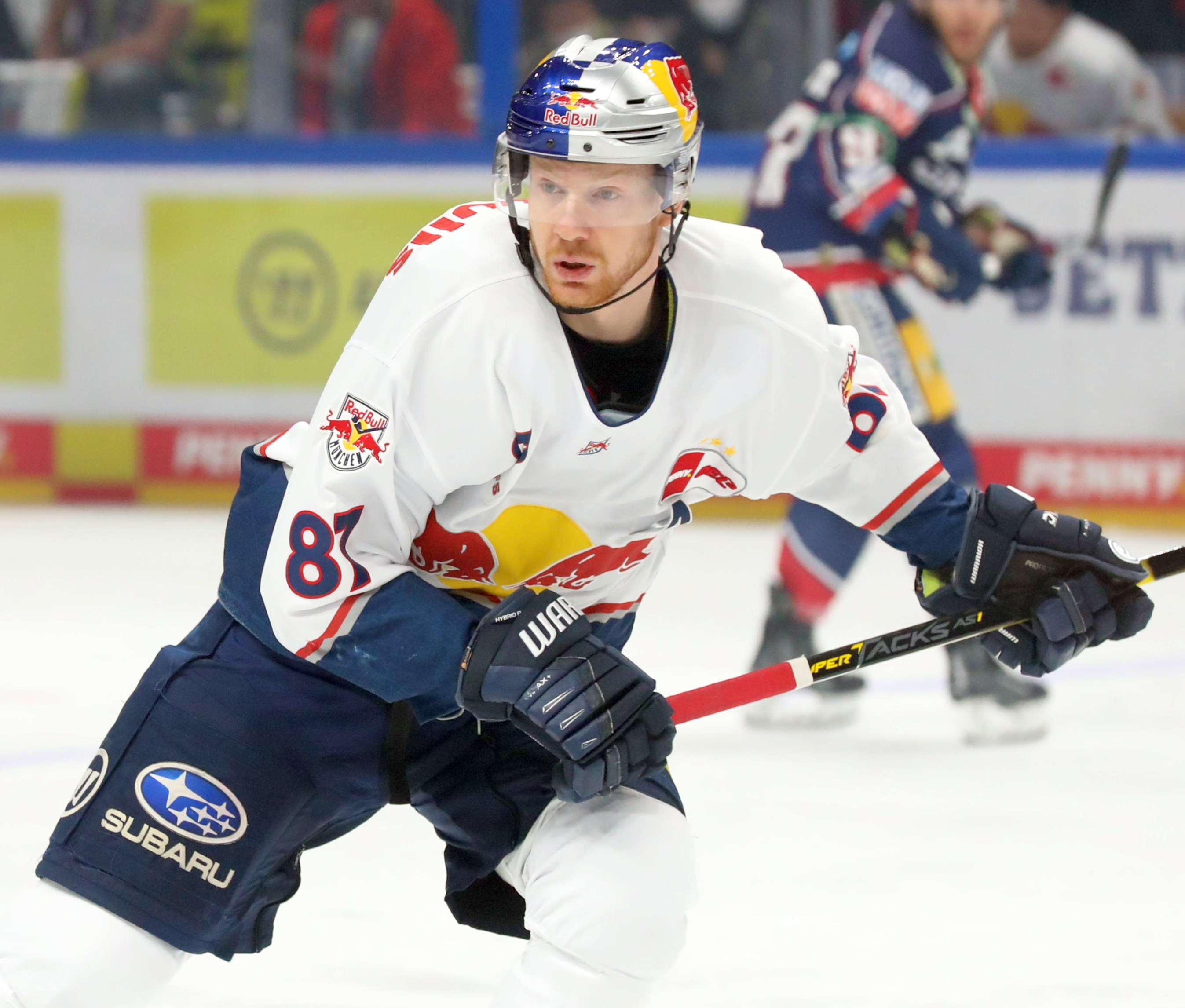
Philip Gogulla (* 1987)

- Gogulski, Todd (* 1962), US-amerikanischer Radrennfahrer

### Gogw
- Gogwana, Lwanda (* 1985), südafrikanischer Jazzmusiker (Trompete, Komposition)